# Metschnikowia viticola
Metschnikowia viticola är en svampart som beskrevs av G. Péter, Tornai-Leh., M. Suzuki & Dlauchy 2004. Metschnikowia viticola ingår i släktet Metschnikowia och familjen Metschnikowiaceae.   Inga underarter finns listade i Catalogue of Life.